# Charles Picqué (schilder)
Charles Picqué (Deinze, 20 juni 1799 - Brussel, 21 maart 1869) was een Belgisch kunstschilder en lithograaf. Bekend voor zijn portretten, landschappen, religieuze en historische taferelen, was zijn stijl romantisch en neoklassiek.

## Levensloop
Charles Louis Picqué was een zoon van meester-kleermaker Philippe Picqué en van Marie-Josine Cras. Hij studeerde aan de Koninklijke Academie voor Schone Kunsten van Gent, bij Joseph Paelinck. Vervolgens studeerde hij aan de Koninklijke Academie voor Schone Kunsten van Brussel en in 1823 behaalde hij er een eerste prijs. Hetzelfde jaar nam hij deel aan een tentoonstelling in Gent en het jaar daarop aan de driejaarlijkse tentoonstelling in Brussel. Hij kreeg er een eerste prijs voor zijn doek De Blinde Tobias die zijn zoon zegent. In 1826 werd hij op het Salon in Gent bekroond mat de grote prijs voor schilderkunst met zijn werk Hébé en de Arend van Jupiter. In 1827 ontving hij een studiebeurs om drie jaar in Italië te gaan studeren. Terug in België vanaf 1830, reisde hij vandaar vaak naar Engeland. 

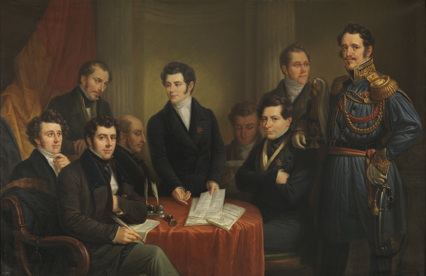
Het Voorlopig Bewind

Zijn bekendste werk is het schilderij met de leden van het Belgisch Voorlopig Bewind (1830).

## Privé
Picqué trouwde in Brussel op 27 juni 1833 met Marie Jeanne Françoise Catherine Lubin (1807-1861). Ze kregen twee kinderen: Camille Joseph (1834-1909) en Virginie Hélène (1836-1917). Het gezin woonde in de Brusselse Stoofstraat.

## Enkele werken
- 1824: Portret van een priester
- 1824: De blinde Tobias zegent zijn zoon
- 1826: Hébé en de Arend van Jupiter
- 1827: De heilige Bernardus snelt een vrouw en haar ziek kind ter hulp (Rijksmuseum Amsterdam)
- 1827: Vrouw tijdens haar toilet
- 1830: Portret van een jonge Romeinse (Museum van Deinze)
- 1830: Portret van Paolina
- 1830: Het Voorlopig Bewind (Koninklijke Musea voor Schone Kunsten, Brussel)
- 1833: De vlucht naar Egypte
- 1833: Zelfportret
- 1835: Serenade
- 1835: Duo
- 1835: Portret van Jean-Louis van Aelbroeck
- 1836: Portret van Thérèse Beyaert met haar dochters
- 1836: Sint Rochus geneest pestlijders
- 1838: Portret van Matthias Wolverley
- 1842: Portret van ingenieur Pierre Simons (Koninklijke Musea voor Schone Kunsten, Brussel)
- 1849: De Droom
- 1852: De Kribbe
- 1863: Portret van Leonard Beckers
- 1868: Vrouw verlaat het bad

Picqué schilderde ook de portretten van de Brugse bisschoppen François-René Boussen, Joannes Baptista Malou (1857) en Johan Joseph Faict (1857).

## Galerie

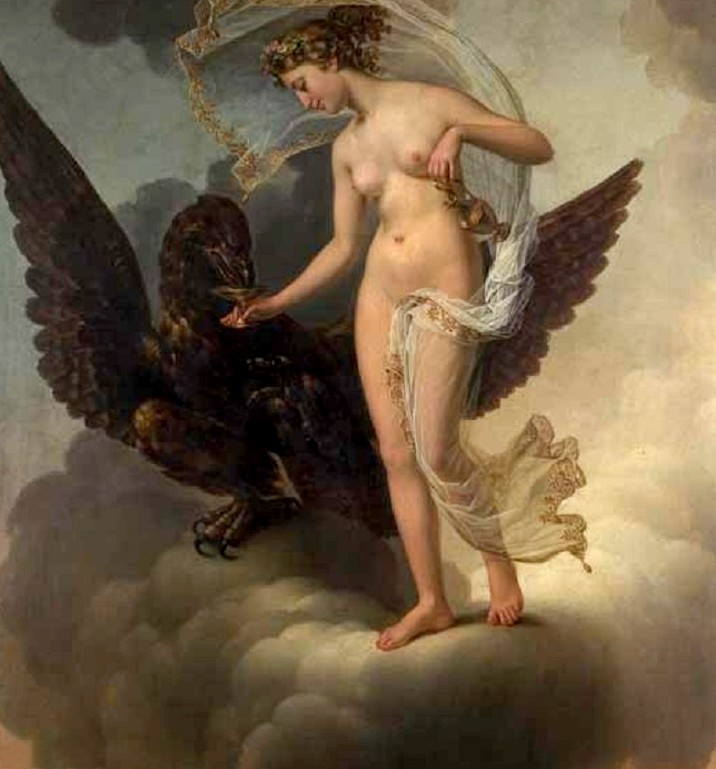
Hébé en de Arend van Jupiter (1826).
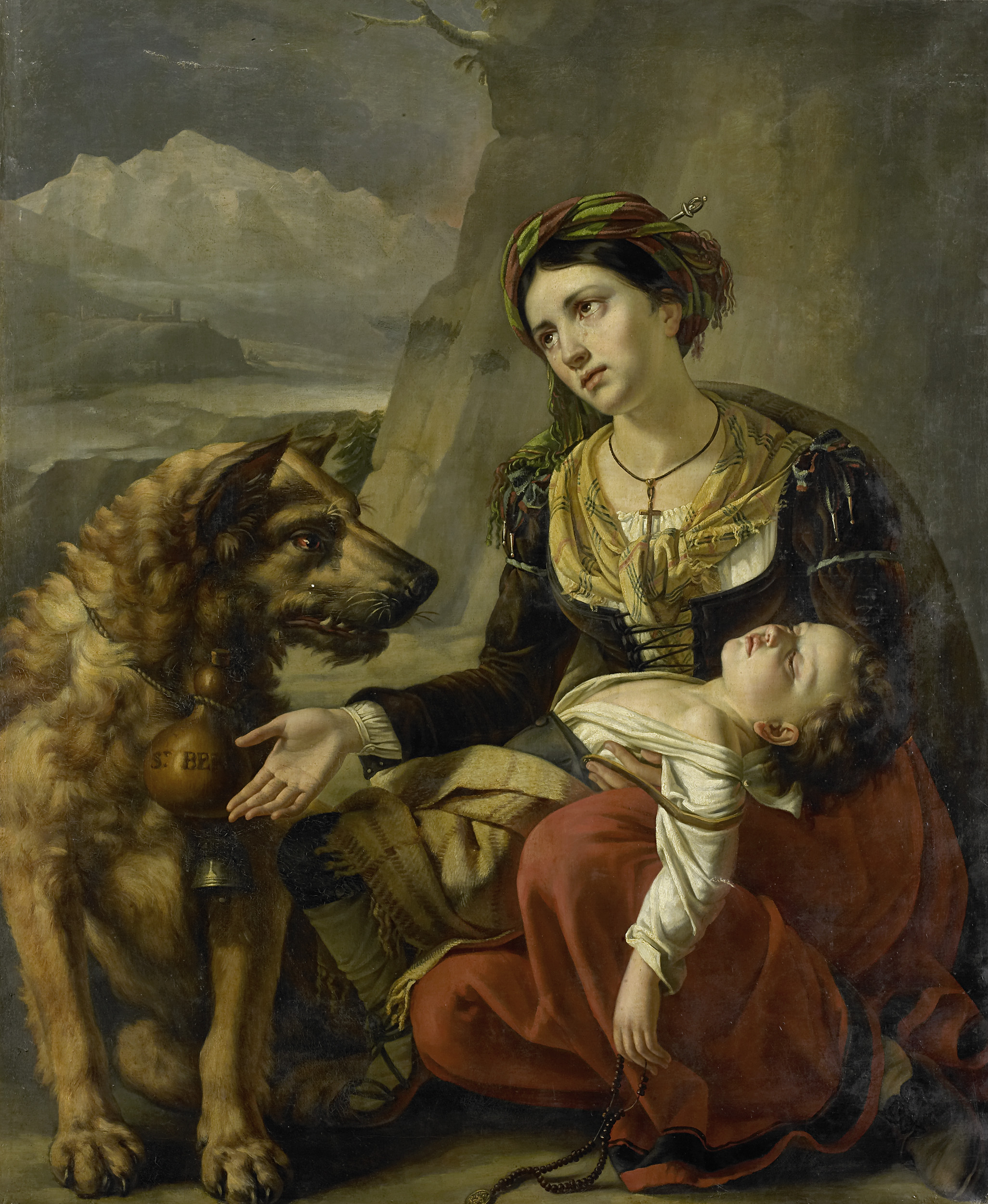
Sint-Bernardus komt een vrouw en haar ziek kind ter hulp (1827).
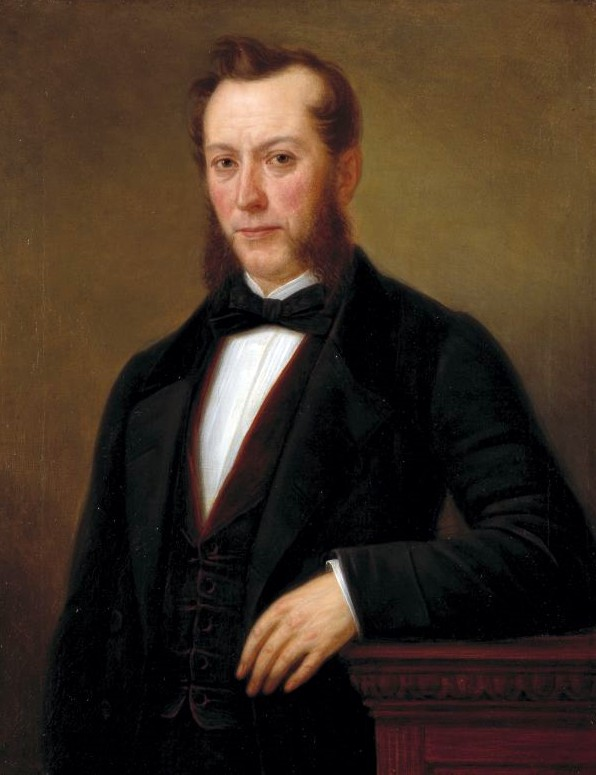
Portret van Leonard Beckers (1863).
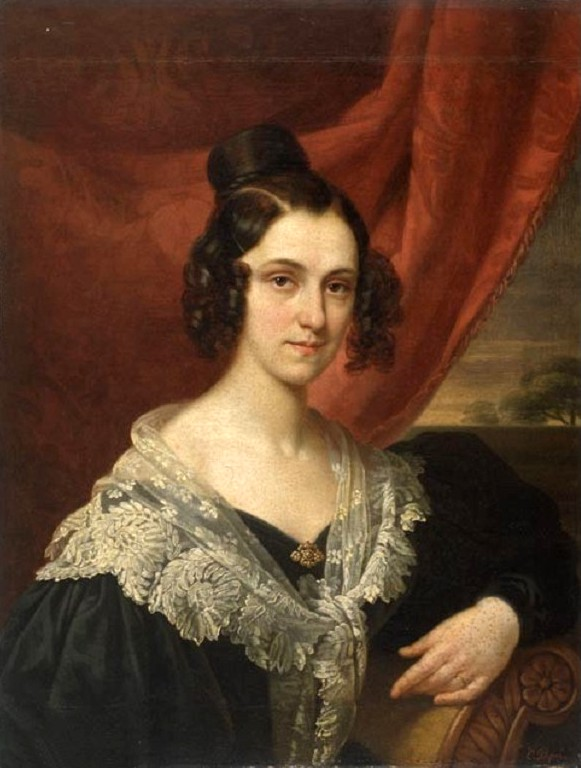
Portret van Cordelia de Meulemeester.